# Stanislav Lašič
Stanislav Lasič, slovenski trobentar, ravnatelj GŠ Slavka Osterca v Ljutomeru, * 4. september 1962.
Na Akademiji za glasbo v Ljubljani je leta 1986 diplomiral v razredu prof. Antona Grčarja.